# Belgian Roots Nights
De Belgian Roots Nights (BRN) begonnen in december 2000 als een indoorfestival in de Antwerpse concertzaal Hof ter Lo (later Trix), waarbij de nadruk kwam te liggen op jonge, Belgische bands uit de toen boomende roots-rock’n’rollscene daar. In totaal zou het festival 10 jaar lopen en 20 edities kennen.
Het uitgangspunt was van een eclectische affiche samen te stellen bestaande uit diverse rootsgenres (zoals blues, rockabilly en bluegrass) om zo deze niches elkaar te laten ontmoeten en tot muzikale kruisbestuivingen te komen.

## Concept
Tot de rootsgenres werden gerekend alle muzikale stijlen, ‘de oervormen’, die aan de wieg van de moderne pop en rock hebben gestaan: blues en rhythm’n’blues, hillbilly, bluegrass, honky-tonk, gospel, cajun en zydeco, soul; met ook aandacht voor de Zuid-Amerikaanse (son, mambo, …) en Afro-Caraïbische varianten als ska en reggae, naast sommige vormen van Eurofolk (Balkan, klezmer e.d.). Ook de ‘erfgenamen’ in eerste lijn zoals surf, rockabilly, doo wop, psychobilly, alternative country, etc., kwamen daarbij aan bod.
De Belgian Roots Nights beoogden in het bijzonder de Belgische scene in de spotlights zetten; gaandeweg kregen ook buitenlandse acts - uit de Europese buurlanden én de USA - een plaats op de affiches. Van belang was en bleef dat het om originele muziek moest gaan; loutere tributes, coverbands of nostalgia acts werden bewust niet geprogrammeerd. Er moest eigen werk gebracht worden; en wanneer toch andermans werk werd vertolkt was het belangrijk dat dat geïnterpreteerd werd; met een eigen touch eraan gebeurde.
Een typische Belgian Roots Night telde 5 à 6 acts: een opener, één of twee follow-ups, een headliner en een afterparty band. Een DJ(-collectief) sloot traditiegetrouw elke avond af. Tijdens de change-overs op het hoofdpodium speelde doorgaans ook nog een kleinere act ongeveer drie sets van elk ca. 20’ op de bar stage.  
Centraal kwamen jonge, nieuwe bands te staan; al werden na verloop van tijd ook iconen als Wanda Jackson, Johnny Winter, the Fabulous Thunderbirds, Dick Dale, Lee Rocker, the Boss Hoss, the Reverend Horton Heat, Dale Watson, the Paladins, Wayne Hancock, the Legendary Soul Stirrers e.a. als headliner aangetrokken. Op 4 mei 2007 gaf ‘the Originator’ Bo Diddley, ter gelegenheid van BRN #9, niet alleen zijn allerlaatste concert in Europa maar tegelijk ook zijn voorlaatste optreden ooit - kort erna, terug thuis in de Verenigde Staten, werd hij onmiddellijk na zijn eerstvolgende concert getroffen door een beroerte. Bo Diddley zou nooit meer op een podium staan en een jaar later, op 2 juni 2008, op 79-jarige leeftijd tijdens de revalidatie overlijden.

## Beeldvorming
Een expliciet uitgewerkte artistieke vormgeving vormde mede het gelaat van de concertenreeks, en verhoogde de herkenbaarheid. Bijzonder waren o.a. de formaten waarvoor gekozen werd: de langwerpige ‘halve A1’ (verticale snijlijn) van BRN #1 t&m #13, en het pure vierkant van BRN #14 t&m #20, waren tot dan toe zeldzaam. (Link naar alle designs.)

## Vanaf 2008: 'post-HTL'
Tot en met editie #15, in mei 2008, waren de Belgian Roots Nights exclusieve producties voor de Antwerpse concertzaal Hof ter Lo. Na de verzelfstandiging van dit stedelijke podium tot jeugd- & muziekcentrum Trix (vzw) ging initiatiefnemer en programmator SOUND & VISION samenwerkingsverbanden aan met cultuurhuizen als kunst- & cultuurcentrum De Warande (Turnhout), Democrazy (Gent), Petrol (Antwerpen), theater Minnemeers (Gent), en het OLT/ Openluchttheater ‘Rivierenhof’ van de Arenbergschouwburg (Antwerpen). Samen met het boekingsagentschap Twinstreet Bookings werden ook inhoudelijk enkele coproducties uitgewerkt.

## Vernieuwingen
De eclectische benadering van de programmatie - het in dialoog brengen van verschillende genres binnen het containerbegrip ‘roots’ - heeft het ook navolging gekregen. Getuige daarvan zijn o.a. de talrijke spin-offs (“Antwerp Roots Night”, “Turnhout Roots Night”). Maar ‘roots’ als muziekgenre wist ook aansluiting te vinden bij de mainstream rockfestivals. Een roots band op de affiche zetten werd niet meer als oubollig ervaren.
Ook het werken met een band in de bar, bij wijze van entr’acte, en met een afterparty band (het was tot dan toe ongebruikelijk dat er nog een band op het hoofdpodium speelde na de headliner) was zeldzaam. BRN deed ook aan eigen producties: zo was er het koppelen van fifties- en rockabillyicoon Wanda Jackson (USA) aan de Belgische rootsrock’n’rollband the Seatsniffers - wat een langdurige samenwerking, met enkele Europese tournees tot gevolg had. En het 50-jarige verscheiden van rock’n’rollpionier Buddy Holly, in 2009, was de aanleiding tot een ‘All-Star’ begeleidingsband uit de roots scene die optrad met performers uit andere, meer mainstream genres (uit de classic rock, pop en media) - een concept dat later, in 2012 en 2013, herhaald werd ter ere van Elvis Presley (zelfde productie en producenten, echter niet meer onder de noemer van “Belgian Roots Night”) met optredens in concertzaal De Roma (Antwerpen), de schouwburg van Mechelen en op het Hobokense parkfestival “Camping Louisa” (Antwerpen).

## Media
Muziekjournalist Geert Op de Beeck sprak in HUMO (2007) over “(…) de onvolprezen ‘Belgian Roots Nights’ (…)”. In 2008 kopte reporter Gunter Jacobs in Gazet van Antwerpen dat de “Belgian Roots Nights een begrip” zijn. In het toenmalige VRT-televisieprogramma “De Rode Loper” werd,  in september 2006 ruim aandacht besteed aan het muzikale ‘huwelijk’ tussen rockabillyicoon Wanda Jackson en de Belgische band the Seatsniffers. Zowel op het VTM- als het VRT-journaal kwam het (uiteindelijk: laatste) concert op Belgische bodem van bluesicoon Bo Diddley (4 mei 2007) uitgebreid aan bod - en dit opnieuw bij diens schielijke overlijden een jaar later, in juni 2008.

## Edities en line-ups
In willekeurige volgorde hier opgesomd tekenden de volgende artiesten op één of meerdere edities van de Belgian Roots Nights present:
Fifty Foot Combo, the Electric Kings, Triggerfinger, Tee, the Seatsniffers, Sin Alley, Roland Van Campenhout, the Rhythm Junks, Donkey Diesel, 44RAVE, Antwerp Gipsy-Ska Orkestra, Internationals, Last Call, the O’Haras, Buttnaked, Reef Rider, the Whodads, Son De Luxe, Blues Lee, the Revelaires, the Spanners, Hètten Dès, Ugly Buggy Boys, Clark & the Aces, Big Dave & Lazy Horse, the Incredible Sucking Spongies, DobroJean, Fried Bourbon, Dashboard Darling, 3LostManiacs, Los Fabulous Frankies, Durango, Big Maxon Blitzegga, Speedball Jr., Don Croissant, the Baboons, Moonshine Reunion, Slipmates, the Dump Brothers, Ratmen, SammyCuba, Rusty Roots, the Cowboy Angels, Howlin’ Bill, Runnin’ Wild, Los Putas, the Grave Brothers, the legendary Johnny Trash Revue – a Buddy HOLLY salute, the Buckshots...
…Bo Diddley (USA), Wanda Jackson (USA), Dick Dale (USA), The Paladins (USA), Johnny Winter (USA), the Fabulous Thunderbirds (USA), Lee “Stray Cats” Rocker (USA), The Reverend Horton Heat (USA), T-99 (Nl), Smokestack Lightnin’ (D), the Extraordinaires (UK), Velvetone (D), Batmobile (Nl), Jason “the Scorchers” Ringenberg (USA), Rude Rich & the High Notes (Nl), Skinny McGee & his Mayhem Makers (USA), Hillbilly Boogiemen (Nl), the Whoreshoes (USA), Cuban Heels (Nl), Blue Grass Boogiemen (Nl), Stinky Lou & the Goon Mat (Fr), the Boss Hoss (D), Barrelhouse (Nl), Nashville Pussy (USA), Mike Sanchez (UK), 49 Special (POR), Dale Watson (USA), Wayne ‘the train’ Hancock (USA), the Legendary Soul Stirrers (USA)...
…DJ’s Mar-key (El Tattoo del Tigre), Sniffer Piet (the Seatsniffers), Boss (Internationals), MarcT (Tee), Dennis International (Internationals), Penguïno (Lintfabriek/StuBru), Eddy ‘Tattoo’ (a.k.a. Eddy Rocker), Jenz (Fifty Foot Combo), Maaikie, Crossroads DJ Team, Rockin’ Rolando (the Spanners), DJ Rudy, DJ ‘Slipmate’ Marc, DJ Dax, the Boppin’ Benvis Brothers (a.k.a. Radio Modern).

### 2000
- Belgian Roots Night #1 - vr 8 december 2000 - Hof ter Lo (Antwerpen)

TEE (B) - Last Call (B) - The O’Haras (B)
Afterparty: Internationals (B) - deejee Mar-Key (B)
Bar band: Reef Rider (B)

### 2001
- Belgian Roots Night #2 - za 12 mei 2001 - Hof ter Lo (Antwerpen)

the SEATSNIFFERS (B) - 44RAVE (B) - Reef Rider (B)
Afterparty: the Whodads (B) - DJ Boss (B)
Bar band: Buttnaked (B)
- Belgian Roots Night #3 - za 1 december 2001 - Hof ter Lo (Antwerpen)

VELVETONE (D) - Smokestack Lightnin’ (D) - Blues Lee (B)
Afterparty: Son De Luxe (B) - deejee Mar-Key (B)
Bar band: the Revelaires (B) - DJ ‘Sniffer’ Piet

### 2002
- Belgian Roots Night #4 - zo 3 november 2002 - Hof ter Lo (Antwerpen)

the PALADINS (USA) - Triggerfinger (B)
Afterparty: the Extraordinaires (UK) - DJ Boss (B)
Bar band: the Spanners (B)

### 2003
- Belgian Roots Night #5 - vr 25 april 2003 - Hof ter Lo (Antwerpen)

Jason ‘the Scorchers’ RINGENBERG (USA) + the Seatsniffers (B) - the Incredible Suckin’ Spongies (B) - Hètten Dès (B)
Afterparty: Rude Rich & the High Notes (NL) - DJ MarcT (B)
Bar band: Big Dave & Lazy Horse (B)

### 2004
- Belgian Roots Night #6 - za 28 februari 2004 - Hof ter Lo (Antwerpen)

BATMOBILE (NL) - Sin Alley (B) - Clark & the Aces (B)
Afterparty: DJ Penguïno (B)
Bar band: the Ugly Buggy Boys (B)

### 2005
- Belgian Roots Night #7 - zo 8 mei 2005 - Hof ter Lo (Antwerpen)

the FABULOUS THUNDERBIRDS (USA) - T99 (NL) - Big Dave (B)
Afterparty: Skinny McGee & His Mayhem Makers (USA)
Bar band: Dobrojean (B) 
- Belgian Roots Night #8 - vr 16 december 2005 - Hof ter Lo (Antwerpen)

the RHYTHM JUNKS (B) feat. ROLAND (B) - Donkey Diesel (B) - Last Call (B)
Afterparty: Smokestack Lightnin’ (D) - DJ Dennis ‘International’
Bar band: Fried Bourbon (B)

### 2006
- Belgian Roots Night #9 - za 23 september 2006 - Hof ter Lo (Antwerpen)

WANDA JACKSON (USA) + the Seatsniffers (B) - Dashboard Darling (B) - the Whoreshoes (USA)
Afterparty: Hillbilly Boogiemen (NL) - DJ Eddy ‘Tattoo’
- Belgian Roots Night #10 - za 18 november 2006 - Hof ter Lo (Antwerpen)

DICK DALE (USA) - Fifty Foot Combo (B) - 3LostManiacs (B)
Afterparty: the O’Haras (B) - DJ Eddy Jenz

### 2007
- Belgian Roots Night #11 - zo 4 februari 2007 - Hof ter Lo (Antwerpen)

LEE ‘the Stray Cats’ ROCKER (USA) - Los Fabulous Frankies (B) - Bluegrass Boogiemen (NL)
Afterparty: DJ Maaikie (B)
Bar band: Stinky Lou & the Goon Mat (B/FR)
- Belgian Roots Night #12 - vr 20 april 2007 - Hof ter Lo (Antwerpen)

the ELECTRIC KINGS (B) - Durango (B) - Cuban Heels (NL)
Afterparty: Antwerp Gipsy-Ska Orkestra (B) - Crossroads DJ Team (B)
Bar band: Big Maxon Blitzegga (B)
- Belgian Roots Night #13 - vr 4 mei 2007 - Hof ter Lo (Antwerpen)

BO DIDDLEY (USA) - Speedball Jr. (B) - the Baboons (B)
Afterparty: DJ Rockin’ Rolando (B)
Bar band: Don Croissant (B)
- Belgian Roots Night #14 - zo 25 november 2007 - Hof ter Lo (Antwerpen)

BOSS HOSS (D) - Ratmen (B) -  Slipmates (B)
Afterparty: Moonshine Reunion (B) - DJ Rudy (B)
Bar band: the Dump Brothers (B)

### 2008
- Belgian Roots Night #15 - zo 11 mei 2008 - Hof ter Lo (Antwerpen)

JOHNNY WINTER (USA) - Howlin’ Bill (B) - the Cowboy Angels (B) - Barrelhouse (B) - SammyCuba (B)
Afterparty: Stinky Lou & the Goon Mat feat. Lord Bernardo! (B/FR) - Crossroads DJ Team (B)
Bar band: Rusty Roots (B)
- Belgian Roots Night #16 - zo 27 juli 2008 - Hof ter Lo (Antwerpen)

The REVEREND HORTON HEAT (USA) - Nashville Pussy (USA) - Los Putas (B)
Afterparty: DJ Eddy ‘Tattoo’ (B)
Bar band: Runnin’ Wild (B)
- Belgian Roots Night #17 - zo 21 december 2008 - Warande (Turnhout)

Mike SANCHEZ (UK) + the Seatsniffers (B) - 44RAVE (B) - Slipmates (B)
Afterparty: the Whodads (B) - DJ ‘Slipmate’ Marc (B)
Bar Band: the John Henry Orchestra (B)

### 2009
- Belgian Roots Night #18 - vr 20 februari 2009 - Warande (Turnhout) & za 21 februari 2009 - Minnemeers (Gent)

A BUDDY HOLLY Salute - feat. the Legendary Johnny Trash Revue, Isolde Lasoen, Nathalie Delccroix, Willy Willy, Lady Linn, Jeroen Haemers, e.a. - 49 Special (POR) - the Grave Brothers (B)
Afterparty: Batmobile (NL) - div. DJ‘s (B)
- Belgian Roots Night #19 - zo 21 juni 2009 - Petrol (Antwerpen)

WAYNE the train’ HANCOCK (USA) - Dale Watson (USA) - Donkey Diesel (B) - Moonshine Reunion (B)
Afterparty: DJ Eddy ‘Tattoo’ (B)
- Belgian Roots Night #20 - zo 19 december 2009 - Warande (Turnhout)

The Legendary SOUL STIRRERS (USA) - Buckshots (B) - Rusty Roots (B)
Afterparty: “Radio Modern” feat. dr. Blue Beat (B) & the Boppin’ Benvis DJ Brothers (B)